# Limnophilomyia edwardsomyia
Limnophilomyia edwardsomyia är en tvåvingeart som beskrevs av Alexander 1956. Limnophilomyia edwardsomyia ingår i släktet Limnophilomyia och familjen småharkrankar.
Artens utbredningsområde är Uganda. Inga underarter finns listade i Catalogue of Life.